# XXXX (пиво)

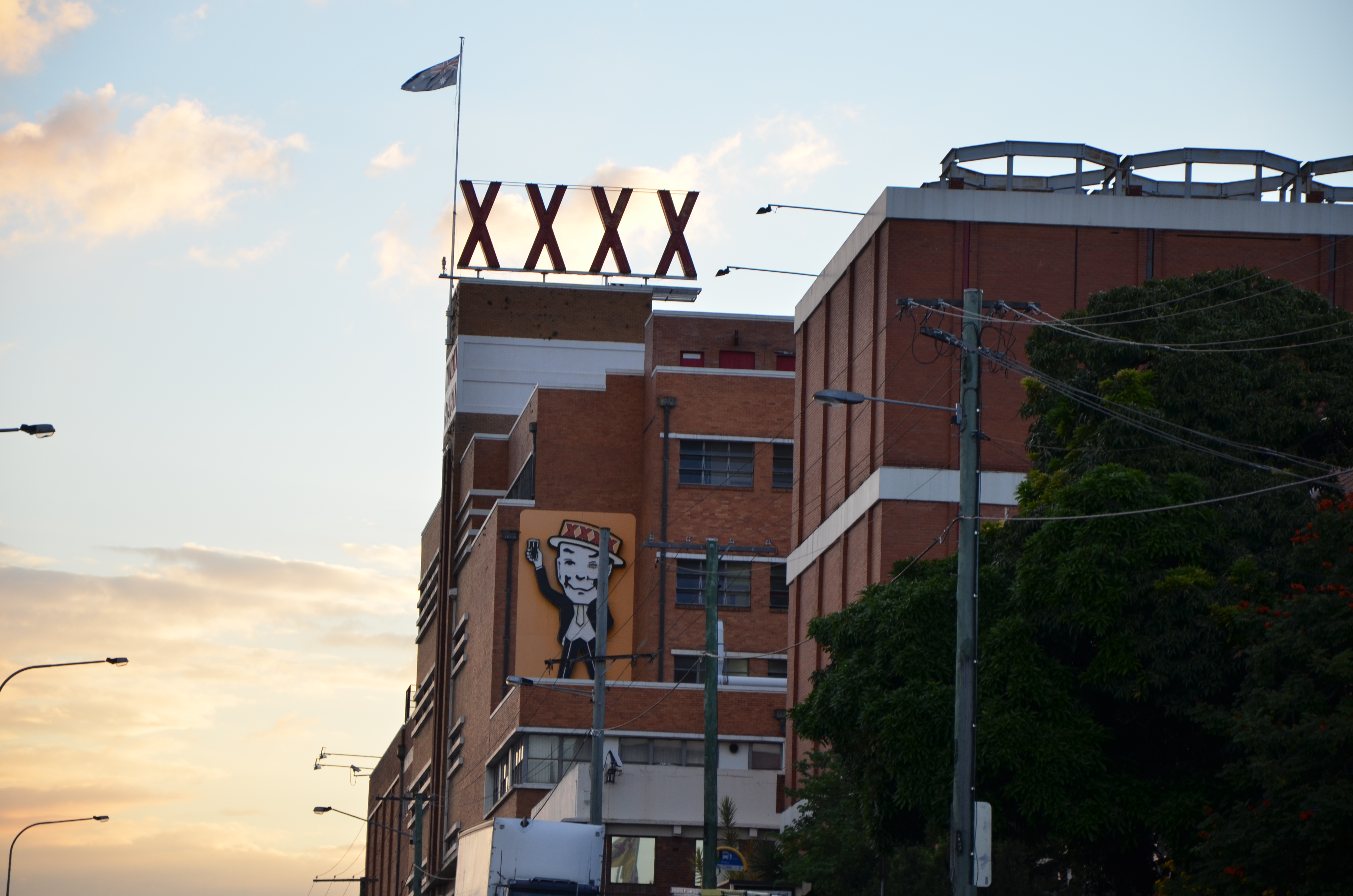
Пивоварня XXXX, Мілтон, Квінсленд

XXXX (вимовляється як "фор екс") — бренд австралійського пива, яке варять у Мілтоні, Брисбен, квінслендська пивоварня Castlemaine Perkins (Lion тепер підрозділ японської компанії). Це пиво дуже популярне в Квінсленді, його зазвичай можна знайти в пабах і барах. У 1924 році бренд XXXX був вперше представлений Castlemaine та є поверненням до давньої традиції використання X для позначення міцності елю. Назва бренду також заснована на XXX Sparkling Ale, представленомftу в 1878 році.

## Пива
Наразі продаються такі бренди:
- XXXX Bitter, світлий лагер 4,4% ABV, що продається під брендом XXXX. [1] Під час замовлення в Квінсленді його часто називають XXXX Heavy.
- XXXX Gold, лагер середньої міцності — 3,5% ABV. XXXX Gold також містить менше вуглеводів . При замовленні в Квінсленді пиво просто називають Gold.
- XXXX Summer Bright Lager, повна міцність 4,0% пива з низьким вмістом вуглеводів. Summer Bright також доступний зі смаком лайму та манго. [2]
- XXXX Dry, продається як легкий для пиття міцний лагер з 4,2% ABV.

Крім того, пиво, яке раніше не вироблялося у великих масштабах, іноді пропонується невеликими обмеженими випусками в XXXX Alehouse & Restaurant, який розташований разом із пивоварнею. У минулому вони включали:
- Thirsty Dog, пшеничне пиво, популярне в 1990-х роках.
- XXXX Draft, менш газована версія XXXX Bitter, випущена в 1970-х роках, призначена для повторення унікального смаку пива з дерев'яної бочки .
- Carbine Stout, стаут, який варили з 1915 по 2008 рік, названий на честь відомого скакового коня 1890-х років.
- Castlemaine Best IPA, індійський світлий ель, вперше зварений у 1918 році.
- У грудні 2019 року оригінальний XXX Sparkling Ale був випущений обмежено в кількох барах центрального ділового району Брисбена, зокрема в Alehouse.

Інші сорти пива, які більше не доступні, включають:
- XXXX Light, пиво з меншим вмістом алкоголю 2,3% ABV.
- XXXX DL Lager, пиво з низьким вмістом вуглеводів, яке було доступне з 4,4% ABV.
- XXXX Золотий австралійський світлий ель, 3,5% ABV.

## Історія
Бренд XXXX був запущений у 1924 році компанією Castlemaine Brewers, названий на честь міста Каслмейн, штат Вікторія, де компанія була заснована в 1857 році. На жовто-червоній табличці досі красується назва міста. XXXX варили на пивоварні Castlemaine Perkins Milton Brewery з моменту запуску, на етикетках пивної пляшки та банок був надрукований художник (пізніше дуже стилізований) ескіз пивоварні. У 1950-х роках на пивоварні встановили помітний знак «ХХХХХ». «XXXX» означає традиційну систему класифікації міцного пива.
У 1992 році Castlemaine Perkins була придбана австралійською компанією з виробництва напоїв і продуктів харчування Lion Nathan яку, у свою чергу, придбав японський конгломерат напоїв Kirin у 2009 році.
У березні 2016 року XXXX Bitter було знижено з 4,6% до 4,4% алкоголю за об’ємом (ABV). 

## Розподіл
XXXX вироблявся за ліцензією у Великій Британії компанією InBev Ltd до 2009 року. Він був зазвичай доступний у банках у британських ліцензіях, а іноді й на розлив у британських пабах. При 3,7% алкоголю британське пиво XXXX було дещо слабшим, ніж більшість австралійських варіантів. Castlemaine XXXX було виведено з Великої Британії наприкінці червня 2009 року, коли закінчився термін дії ліцензійної угоди InBev. 

## Іконографія, реклама та визнання бренду

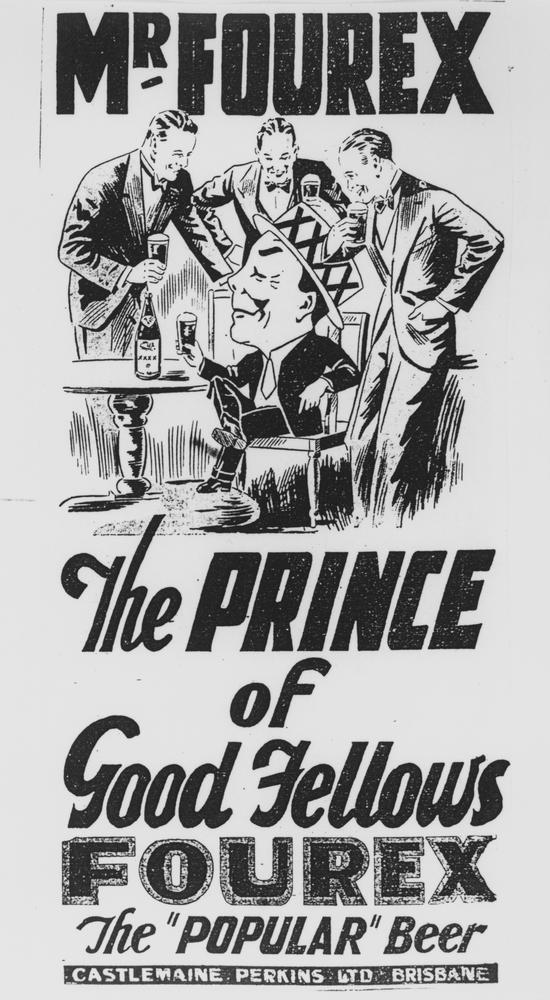
Містер Форекс у рекламі 1920 року

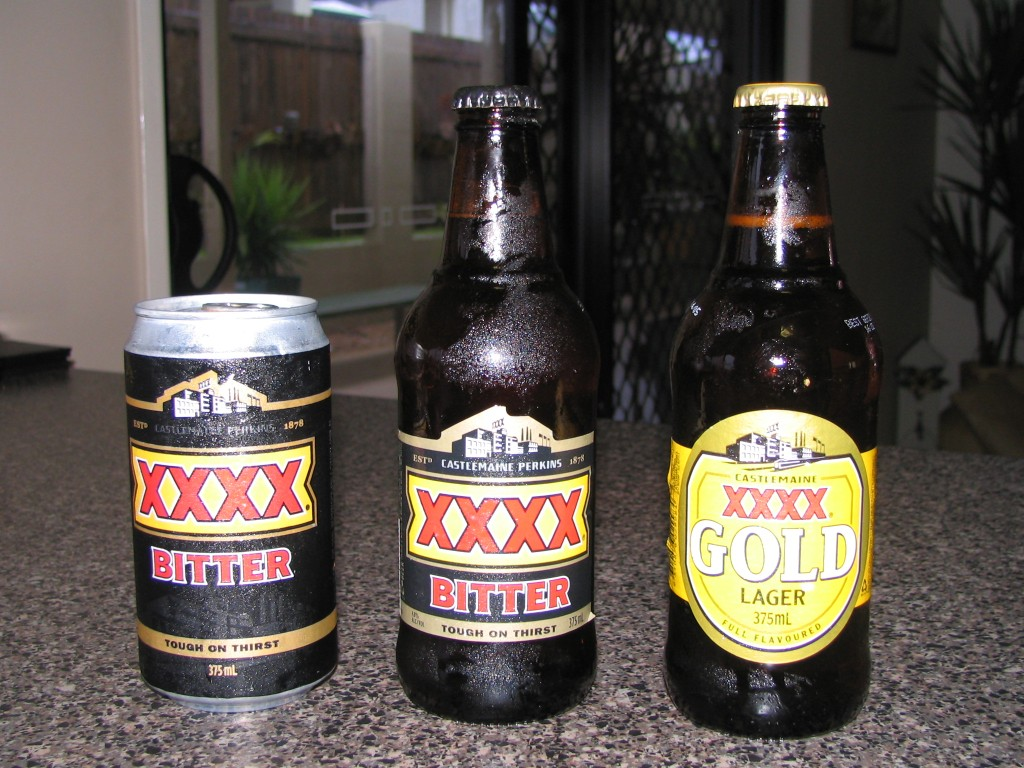
Консервовані та розлиті в пляшки версії двох найпопулярніших сортів пива XXXX

Талісманом XXXX є містер Форекс – веселий чоловік з мультфільму у костюмі з капелюхом, який зображений на міській стороні пивоварні Fourex у Мілтоні. Кажуть, що Mr Forex був створений за зразком колишнього директора фірми Педді Фіцджеральда, але Mr Fourex був задуманий у 1924 році, а Фіцджеральд почав працювати з XXXX лише приблизно в 1933 році.  Друга теорія полягає в тому, що мультфільм заснований на відомому карлику, який наприкінці 1920-х років продавав газети в передмісті Фортітюд-Веллі. Справжня людина, яка надихнула мультфільм, залишається загадкою.  
Загальне прізвисько, яке використовують військові (передане австралійцями своїм гостям із союзників) — «колючий дріт», оскільки XXXX виглядає як паркани, які використовують у глибинці.
Другу велику кампанію було розпочато на початку 1980-х років у районі Північного Квінсленда після того, як тодішній генеральний менеджер «XXXX» Пет Холмбо почув про місцево відомого Клінтона Хоу, міського дорожника, який може споживати дуже велику кількість пива за короткий час (приблизно 3 л за 1 хвилину або 3/4 гал.). Під тиском уряду компанія була змушена закрити кампанію протягом перших кількох днів телереклами.
Рекламна кампанія 1980-х і 1990-х років містила слоган «Австралійці не віддадуть XXXX ні за що інше».
Більшість пива під маркою XXXX продається в Австралії у банках об’ємом 375 мл ( tinnies ), пляшках об’ємом 375 мл ( stubbies ) і пляшках об’ємом 750 мл ( tallies або long necks ), на розлив (у більшості пабів Квінсленда, але також меншою мірою по всьому світу). решта Австралії) і всі пляшки мають кришки, що закручуються. Під закрученими верхніми кришками є дрібниці.
XXXX все ще подають із дерев’яних бочок у готелі Breakfast Creek у Ньюстеді, Квінсленд. Незважаючи на те, що пиво не кондиціоноване в бочках, як у випадку з британським справжнім елем, воно непастеризоване та доставляється самопливом.
У серії фантастичних романів Террі Пратчетта « Дискосвіт» континент, схожий на Австралію, називається XXXX, що вимовляється як «фореки».
Етикетки XXXX зазвичай містять зображення пивоварні Мілтон поряд із залізничною лінією Іпсвіч, наразі із Квінслендською залізницею EMU на передньому плані без існуючого великого залізничного паркану. Попередні марки мали парові двигуни та дизелі, коли ці локомотиви частіше бачили в Брисбені.

### Спортивне спонсорство та кампанії

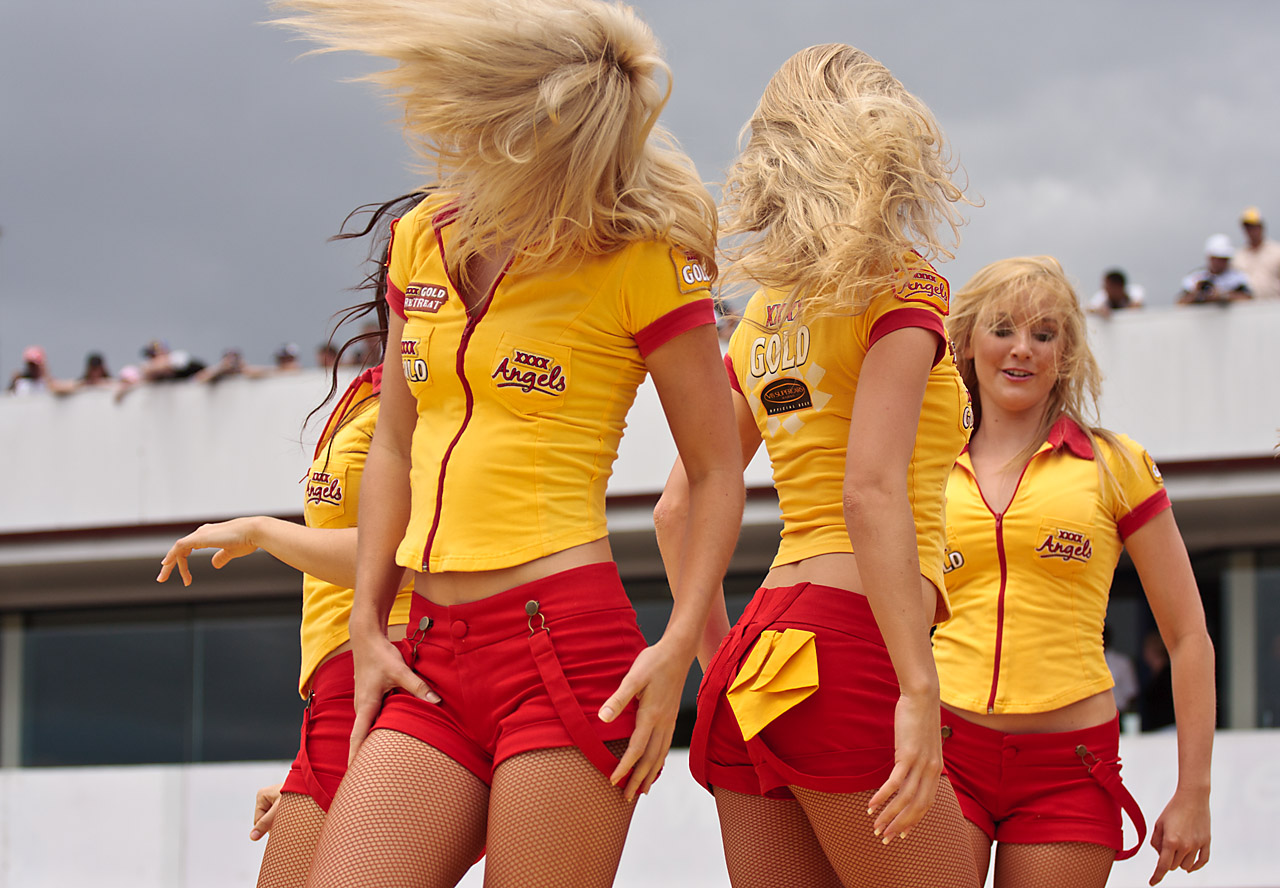
XXXX Angels at Eastern Creek Raceway, Сідней

XXXX є головним спонсором Queensland Maroons у серії State of Origin з регбі-ліги. XXXX Gold також є спонсором Queensland Bulls і асоціацій крикету QLD, SA, ACT & NT.  XXXX Gold також спонсорує австралійську серію чемпіонату V8 Supercars, a також австралійське відділення Professional Bull Riders (PBR). 
XXXX виступив спонсором серії XXXX Gold Beach Cricket Tri-Nations 2007. У ньому брали участь відомі гравці в крикет з Австралії, такі як Аллан Бордер, Англії, включаючи Грема Гуча, і Вест-Індії, включаючи Кортні Волш і сера Віва Річардса. 
З 2012 по 2015 рік XXXX GOLD орендувала на три роки Гарбузовий острів площею 15 акрів на півдні Великого Бар’єрного рифу, який вони перетворили на острів XXXX для використання в рекламі та рекламних заходах. 

## Зовнішні посилання
- Офіційний сайт
- XXXX Island Website
- XXXX Gold Beach Cricket Official site
- History
- The Aussie Beer Baron
- Australian Beers Page